# Capo Rodoni
Il Capo Rodoni o Capo di Skanderbeg (in albanese Kepi i Rodonit o Kepi i Skenderbeut) è un promontorio roccioso sul mare Adriatico a nord di Durazzo, in Albania. Sul capo si trova il castello di Rodoni, fatto costruire da Skanderbeg nel 1463 e la chiesa di Sant'Antonio. Più a sud, nella baia tra il promontorio e la riserva di Rrushkull, esistono diversi stabilimenti balneari.

## Nome
Il nome Redon compare in antiche iscrizioni rinvenute a Santa Maria di Leuca (Lecce), e sulle monete coniate dalla città illirica di Lissos, suggerendo che fosse venerato come divinità protettrice della città, e probabilmente come un dio del mare. Il fatto che Redon fosse sempre raffigurato sulle monete con indosso un petasos dimostra un legame con i viaggi e la navigazione, che ha portato gli storici alla conclusione che Redon fosse la divinità protettrice dei viaggiatori e dei marinai. Le iscrizioni di Santa Maria di Leuca, infatti, furono scolpite dagli equipaggi di due mercantili romani con equipaggio illirico.  Iscrizioni che menzionano Redon sono state trovate anche su monete delle città illiriche di Daorson e Scutari e persino in reperti archeologici di Dyrrhachium dopo l'istituzione di una colonia romana in loco. Il suo nome continua ad essere utilizzato nell'albanese Kepi i Rodonit, che potrebbe essere analizzato come un santuario illirico dedicato in passato al dio dei marinai.